# Саворський Петро Костянтинович
Петро Костянтинович Саворський (16 листопада 1927, село Маложенівка Єланецького району Миколаївської області — 26 листопада 2001, місто Кривий Ріг) — партійний i державний діяч, директор рудоуправління імені Дзержинського виробничого об'єднання «Кривбасруда», начальник республіканського промислового об'єднання «Укрруда». Депутат Верховної Ради УРСР 9—10-го скликань (1975—1985 роки). Заслужений шахтар Української РСР. Кандидат технічних наук.

## Біографія
У 1944—1946 роках — тракторист підсобного господарства по постачанню Криворізького рудоуправління «Більшовик».
У 1946—1950 роках — учень Дніпропетровського індустріального технікуму за  фахом «Центральні електричні станції».
У 1950—1952 роках — майстер електропідстанції Орсько-Халіловського металургійного комбінату Чкаловської області РРФСР.
У 1952—1957 роках — студент Криворізького гірничорудного інституту за фахом «Розробка родовищ корисних копалин», кваліфікація  «Гірничий інженер». У 1955—1956 роках — секретар комітету ЛКСМУ Криворізького гірничорудного інституту.
Член КПРС з 1956 року.
У 1957—1961 роках — гірничий майстер, помічник начальника, начальник дільниці, секретар партбюро шахти «Гігант» Криворізького рудоуправління імені Дзержинського Дніпропетровської області.
У 1961—1963 роках — секретар партійного комітету Криворізького рудоуправління імені Дзержинського Дніпропетровської області.
У 1963—1969 роках — 1-й секретар Дзержинського районного комітету КПУ міста Кривого Рогу Дніпропетровської області.
У 1969—1983 роках — директор Криворізького рудоуправління імені Дзержинського виробничого об'єднання «Кривбасруда».
У 1983—1992 роках — начальник республіканського промислового об'єднання «Укрруда». Працював головним інженером промислового об'єднання «Південруда».
Делегат XXIII з'ізду КПРС (1966), XXIV, XXV, XXVI з'іздів КПУ (1971, 1976, 1981), XVII з'ізду ВЛКСМ (1974).
Член колегії Міністерства чорної металургії УРСР. Голова Криворізького міського науково-технічного товариства. Ініціатор, умілий  організатор впровадження нової  техніки, нових технологій видобутку руди, ії  збагачення.
Помер 26 листопада 2001 року. Похований в Москві на Троєкурівському цвинтарі.

## Наукова діяльність
Кандидат технічних наук. Автор та співавтор понад 40 наукових праць, володар 15  авторських свідоцтв та патентів на винаходи.

## Нагороди
- орден Леніна (1981);
- орден Жовтневої Революції (1974);
- два ордени Трудового Червоного Прапора (1966, 1971);
- лауреат Премії Ради Міністрів СРСР (1991);
- почесне звання «Заслужений шахтар Української РСР» (1977);
- Почесна грамота Президії Верховної Ради Української РСР (1985);
- кавалер знаку «Шахтарська слава» 1-3-го ст. (1987, 1982, 1977);
- медаль «В ознаменування 100-річчя з дня народження Володимира Ілліча Леніна» (1970);
- медаль «Ветеран праці» (1984);
- медалі ВДНГ СРСР (1974, 1975, 1978, 1981);
- знак «За заслуги перед містом» (Кривий Ріг).

## Вшанування пам'яті
Почесний професійний нагрудний знак «В пам'ять про Петра Саворського» Асоціації «Комсомолець Кривбасу» – за досягнення в управлінській та інженерно-технічній діяльності (підземний видобуток).